# Pla del Llamp (Clariana de Cardener)
El Pla del Llamp és una pla situat a la carena de la riba dreta de la vall del Cardener en l'indret en què aquest riu deixa el Solsonès per entrar al Bages. Pertany als termes dels municipis de Clariana de Cardener (banda de ponent) i de Cardona.